# Radiate
Radiate (Vyzařuj) je skladba německé hudební skupiny Scooter. Jako singl vyšla 29. května 2015 v přepracované verzi (55. singl kapely). Je čtvrtým a posledním singlem z alba The Fifth Chapter. Skladba byla vytvořena ve spolupráci s australskou zpěvačkou Vassy. 12. června vyšlo také remixové vydání singlu – poprvé od roku 1997. Singl vyšel pouze jako digitální download a sloužil k propagaci filmu SPY (Špión) v Německu, ačkoli není součástí oficiálního soundtracku k filmu. Na skladbě se nepodílel Michael Simon.
Nová verze skladby obsahuje zcela jinou sloku, text i pasáž následující po refrénu. Zachovány zůstaly pouze vokály zpěvačky Vassy.
Obálka singlu připomíná mírně ošoupaný obal gramofonové desky (vinylu). Uprostřed se nachází deska potištěná oválným logem megafonu, což je logo vydavatelské společnosti Sheffield Tunes, které skupina užívá od roku 1999. Mezi lety 1999 a 2013 se toto logo vyskytovalo na každém Scooter disku.
Ve videoklipu se objevují záběry z filmu SPY (Špión) a také zpěvačka Vassy.

## Seznam skladeb

### Digitální download
1. Radiate (SPY Version) – (3:03)
2. Radiate (Extended Mix) – (3:45)

### Digitální download - Remixes
1. Radiate (SPY Version) (Jerome Remix) – (4:05)
2. Radiate (SPY Version) (Jerome Edit) – (3:27)
3. Radiate (SPY Version) – (3:03)